# شهرک شهید رایگانی
شهرک شهید رایگانی، روستایی در دهستان سه تلون بخش ابوالفارس شهرستان رامهرمز در استان خوزستان ایران است.

## جمعیت
بر پایه سرشماری عمومی نفوس و مسکن در سال ۱۳۹۵، جمعیت این روستا برابر با ۱٬۲۵۷ نفر (۳۳۳ خانوار) بوده است.